# Marengo County
Das Marengo County ist ein County im US-Bundesstaat Alabama der Vereinigten Staaten. Der Verwaltungssitz (County Seat) ist Linden, ehemals Town of Marengo.

## Geographie
Das County liegt im Südwesten von Alabama, ist im Westen etwa 80 km von Mississippi entfernt und hat eine Fläche von 2546 Quadratkilometern, wovon 15 Quadratkilometer Wasserfläche sind. Es grenzt im Uhrzeigersinn an folgende Countys: Hale County, Perry County, Dallas County, Wilcox County, Clarke County, Choctaw County, Sumter County und Greene County.

## Geschichte
Marengo County wurde am 6. Februar 1818 aus ehemaligem Land der Choctaw-Indianer gebildet. Der Name stammt von dem italienischen Dorf Marengo, wo Napoleon am 14. Juni 1800 einen entscheidenden Sieg über Österreich errang (Schlacht bei Marengo). 1823 wurde die Bezirkshauptstadt Town of Marengo in Linden umbenannt, eine Kurzform von Hohenlinden. Dort wurde am 3. Dezember 1800 Österreich von Napoleons Truppen ein weiteres Mal geschlagen (Schlacht bei Hohenlinden).

### Historische Objekte
- In Dayton befindet sich an der Kreuzung zwischen der Alabama State Route 25 und der Palmetto Road, das historische William Poole House, das am 7. Juli 1994 vom National Register of Historic Places (NRHP) mit der Nummer 94000687 aufgenommen wurde.[4]
- Unweit von Faunsdale befindet sich die historische Cedar Grove Plantation. Die Plantage wurde 1993 vom National Register of Historic Places aufgenommen.[5]

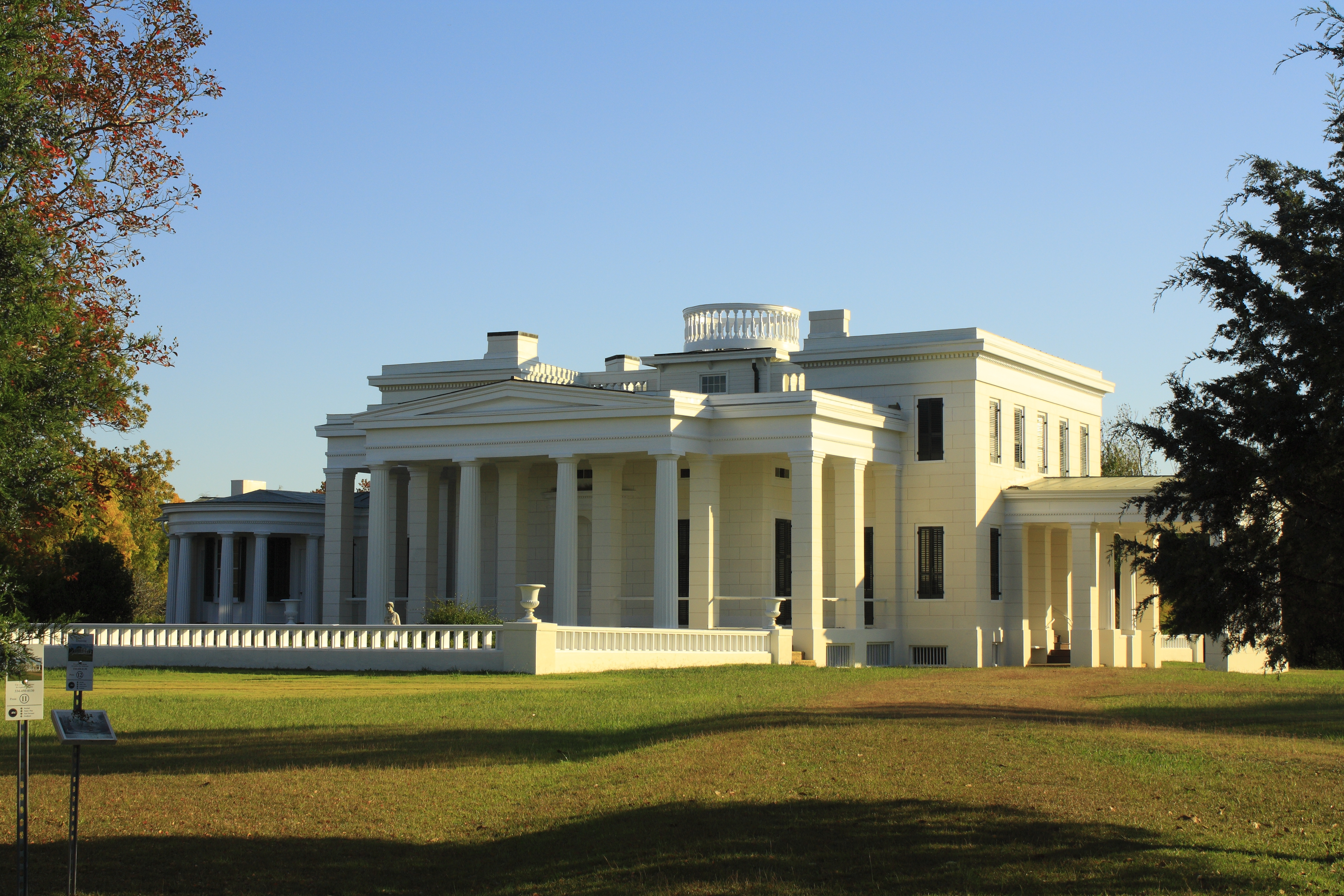
Gaineswood (2011)

Insgesamt sind 28 Bauwerke und Stätten im County im NRHP eingetragen (Stand 4. April 2020), wobei die Plantage Gaineswood den Status eines National Historic Landmarks hat.

## Demographische Daten

Alterspyramide des Marengo County

Nach der Volkszählung im Jahr 2000 lebten im Marengo County 22.539 Menschen. Davon wohnten 193 Personen in Sammelunterkünften, die anderen Einwohner lebten in 8.767 Haushalten und 6.277 Familien. Die Bevölkerungsdichte betrug 9 Einwohner pro Quadratkilometer. Ethnisch betrachtet setzte sich die Bevölkerung zusammen aus 47,28 Prozent Weißen, 51,71 Prozent Afroamerikanern, 0,08 Prozent amerikanischen Ureinwohnern, 0,18 Prozent Asiaten, 0,01 Prozent Bewohnern aus dem pazifischen Inselraum und 0,25 Prozent aus anderen ethnischen Gruppen; 0,47 Prozent stammten von zwei oder mehr Ethnien ab. 0,97 Prozent der Bevölkerung waren spanischer oder lateinamerikanischer Abstammung.
Von den 8.767 Haushalten hatten 34,7 Prozent Kinder und Jugendliche unter 18 Jahren, die bei ihnen lebten. In 48,4 Prozent lebten verheiratete, zusammen lebende Paare, 19,4 Prozent waren allein erziehende Mütter, 28,4 Prozent waren keine Familien, 26,5 Prozent aller Haushalte waren Singlehaushalte und in 12,1 Prozent lebten Menschen im Alter von 65 Jahren oder darüber. Die Durchschnittshaushaltsgröße betrug 2,55 und die durchschnittliche Familiengröße betrug 3,08 Personen.
28,5 Prozent der Bevölkerung waren unter 18 Jahre alt, 8,0 Prozent zwischen 18 und 24, 26,0 Prozent zwischen 25 und 44, 22,9 Prozent zwischen 45 und 64 und 14,6 Prozent waren 65 Jahre oder älter. Das Durchschnittsalter betrug 36 Jahre. Auf 100 weibliche Personen kamen 88,3 männliche Personen und auf Frauen im Alter von 18 Jahren und darüber kamen 82,2 Männer.
Das jährliche Durchschnittseinkommen eines Haushalts betrug 27.025 USD, das Durchschnittseinkommen einer Familie 35.475 USD. Männer hatten ein Durchschnittseinkommen von 36.053 USD, Frauen 19.571 USD. Das Prokopfeinkommen betrug 15.308 USD. 22,2 Prozent der Familien und 25,9 Prozent der Einwohner lebten unterhalb der Armutsgrenze.

## Orte im Marengo County
- Aimwell
- Alfalfa
- Calvary
- Clayhill
- Consul
- Coxheath
- Dayton
- Demopolis
- Dixons Mills
- Exmoor
- Faunsdale
- Flatwood
- Half Acre
- Half Chance
- Hampden
- Hill Top
- Hoboken
- Hotamville
- Hugo
- Jefferson
- Lasca
- Linden
- Magnolia
- Marengo
- McKinley
- Miller
- Moores Valley
- Moscow
- Myrtlewood
- Nanafalia
- Nicholsville
- Octagon
- Old Spring Hill
- Pin Hook
- Pope
- Providence
- Putnam
- Rembert
- Salt Well
- Shiloh
- Shortleaf
- Siddonsville
- Spocari
- Surginer
- Sweet Water
- Thomaston
- Vangale
- Vineland
- Wayne